# Jože Šeme
Jože Šeme, slovenski general, * 12. marec 1916, † 1998.

## Življenjepis
Leta 1941 je postal član KPJ in čez dve leti je vstopil v NOVJ. Med vojno je bil politični komisar več enot.
Po vojni je bil pomočnik političnega komisarja divizije, načelnik štaba divizije, poveljnika vojaškega okrožja, pomočnik poveljnika za zaledje vojaškega področja,...